# Puisieulx
Puisieulx település Franciaországban, Marne megyében. Lakosainak száma 452 fő (2022. január 1.). Puisieulx Nogent-l’Abbesse, Cernay-lès-Reims, Ludes, Mailly-Champagne, Prunay, Reims, Saint-Léonard, Sillery és Taissy községekkel határos.

## Népesség
A település népességének változása:
| Lakosok száma | 280  | 238  | 371  | 352  | 401  | 411  | 415  | 426  | 425  | 452  |
|               | 1968 | 1982 | 1990 | 2006 | 2013 | 2015 | 2017 | 2019 | 2020 | 2022 |